# Discografia di George Michael
Quella che segue è la discografia di George Michael.

## Album in studio
- 1987 - Faith (CBS)
- 1990 - Listen Without Prejudice Vol. 1 (CBS)
- 1996 - Older (Virgin)
- 2004 - Patience (Sony)

## Album in cover
- 1999 - Songs from the Last Century (Sony)

## Album dal vivo
- 1997 - MTV Unplugged (Sony Music)
- 2014 - Symphonica

## Raccolte
- 1998 - Ladies & Gentlemen: The Best of George Michael (Sony)
- 2006 - Twenty Five (Sony BMG)

## Extended play
- 1992 - Five Live - EP (EMI)

## Singoli
- 1984 - Careless Whisper
- 1986 - A Different Corner
- 1987 - I Knew You Were Waiting (For Me) - duetto con Aretha Franklin
- 1987 - I Want Your Sex
- 1987 - Hard Day (promozionale)
- 1987 - Faith
- 1988 - Father Figure
- 1988 - One More Try
- 1988 - Monkey
- 1988 - Kissing a Fool
- 1990 - Praying for Time
- 1990 - Waiting for That Day
- 1990 - Mother's Pride
- 1990 - Freedom! '90
- 1991 - Heal the Pain
- 1991 - Cowboys and Angels
- 1991 - Don't Let the Sun Go Down on Me - duetto con Elton John
- 1992 - Too Funky
- 1993 - Somebody to Love - con i Queen
- 1993 - Killer / Papa was a rollin' stone
- 1996 - Jesus to a Child
- 1996 - Fastlove
- 1996 - Spinning the Wheel
- 1997 - Older
- 1997 - Star People '97
- 1997 - Waltz Away Dreaming - duetto con Toby Bourke
- 1997 - You Have Been Loved / The strangest thing '97
- 1998 - Outside
- 1999 - As - duetto con Mary J. Blige
- 2000 - If I Told You That - duetto con Whitney Houston
- 2002 - Freeek!
- 2002 - Shoot the Dog
- 2004 - Amazing
- 2004 - Flawless (Go to the City)
- 2004 - Round Here
- 2005 - John and Elvis are Dead (singolo digitale)
- 2006 - An Easier Affair
- 2006 - This Is Not Real Love - duetto con Mutya Buena
- 2008 - December Song (I Dreamed of Christmas) (singolo digitale)
- 2011 - True Faith (singolo digitale)
- 2012 - White Light
- 2014 - Let Her Down Easy
- 2017 - Fantasy (ft. Nile Rodgers)

## Album video
- 1988 - Faith (VHS) (Sony BMG)
- 1990 - George Michael (VHS) (Sony BMG)
- 1998 - Ladies & Gentlemen: The Best of George Michael (DVD) (Sony BMG)
- 2006 - Twenty Five (DVD) (Sony BMG)
- 2009 - George Michael Live in London (DVD/Blu-Ray) (Sony Music)

## Video musicali
| Anno | Canzone                                                  | Regista                         |
| ---- | -------------------------------------------------------- | ------------------------------- |
| 1984 | "Careless Whisper"                                       | Duncan Gibbins                  |
| 1986 | "A Different Corner"                                     |                                 |
| 1987 | "I Knew You Were Waiting (For Me)" (con Aretha Franklin) | Brian Grant                     |
| 1987 | "I Want Your Sex"                                        | Andy Morahan                    |
| 1987 | "Faith"                                                  | Andy Morahan                    |
| 1987 | "Father Figure"                                          | Andy Morahan and George Michael |
| 1988 | "One More Try"                                           | Tony Scott                      |
| 1988 | "Monkey"                                                 | Andy Morahan                    |
| 1988 | "Kissing a Fool"                                         |                                 |
| 1990 | "Praying for Time"                                       | Michael Borofsky                |
| 1990 | "Freedom! '90"                                           | David Fincher                   |
| 1991 | "Don't Let the Sun Go Down on Me" (con Elton John)       | Andy Morahan                    |
| 1992 | "Too Funky"                                              | George Michael                  |
| 1993 | "Killer/Papa Was a Rollin' Stone"                        | Marcus Nispel                   |
| 1996 | "Jesus to a Child"                                       | Howard Greenhalgh               |
| 1996 | "Fastlove"                                               | Vaughan Arnell ed Anthea Benton |
| 1996 | "Spinning the Wheel"                                     | Vaughan Arnell ed Anthea Benton |
| 1997 | "Star People '97"                                        | Milton Lage                     |
| 1997 | "Older"                                                  | Andy Morahan                    |
| 1997 | "Waltz Away Dreaming" (con Toby Bourke)                  | Harvey B. Brown                 |
| 1998 | "Outside"                                                | Vaughan Arnell                  |
| 1999 | "As" (con Mary J. Blige)                                 | Big TV!                         |
| 1999 | "Roxanne"                                                | Joanna Bailey                   |
| 2000 | "If I Told You That" (con Whitney Houston)               | Kevin Bray                      |
| 2002 | "Freeek!"                                                | Joseph Kahn                     |
| 2002 | "Shoot the Dog"                                          | 2DTV                            |
| 2004 | "Amazing"                                                | Matthew Rolston                 |
| 2004 | "Flawless (Go to the City)"                              | Jake Scott                      |
| 2004 | "Round Here"                                             | Andy Morahan                    |
| 2004 | "My Mother Had a Brother"                                | Andy Morahan                    |
| 2005 | "John and Elvis Are Dead"                                | Anthea Benton                   |
| 2006 | "An Easier Affair"                                       | Jake Nava                       |
| 2008 | "December Song (I Dreamed of Christmas)"                 | MIE                             |
| 2011 | "True Faith"                                             | MIE                             |
| 2012 | "White Light"                                            | Ryan Hope                       |
| 2014 | "Let Her Down Easy"                                      | Vaughn Arnell                   |